# 愛丁堡喜劇獎
愛丁堡喜劇獎（Edinburgh comedy awards)是一個喜劇獎項，表彰在愛丁堡國際藝穗節上獲得好評的喜劇作品。愛丁堡喜劇獎創設於1981年，最初的目的是表彰青年喜劇演員。現在愛丁堡喜劇獎已經成長為英國最具有聲望的喜劇獎項之一。喜劇獎獲得者除了可以獲得10000英鎊的獎金之外，還可以獲得在蒙特婁，多倫多和芝加哥喜劇節的表演機會 。